# فقد النطاف مجهول السبب
فقد النطاف مجهول السبب (بالإنجليزية: Idiopathic azoospermia)‏ هو أحد أنواع فقد النطاف، وتمتاز بعدم وجود سبب معروف له. قد يكون نتيجة لعوامل خطر مختلفة مثل العمر والوزن.
في دراسة نشرت عام 2013، تبين أن فقد النطاف وقلة النطاف مرتبطان بفرط الوزن (نسبة الأرجحية 1.1) والسمنة (نسبة الأرجحية 1.3) والسمنة الممرضة (نسبة الأرجحية 2.0) لكن سبب هذا غير معروف. الدراسة لم تجد علاقة واضحة بين قلة النطاف وأن يكون الشخص مفرطا بالوزن.